# 侍タイムスリッパー
『侍タイムスリッパー』（さむらいタイムスリッパー）は、2024年（令和6年）8月17日公開の日本映画。略称は「侍タイ」。英語タイトルは、『A Samurai in Time』。
監督は安田淳一、主演は本作が初主演映画となった山口馬木也。
第67回ブルーリボン賞作品賞、第48回日本アカデミー賞最優秀作品賞受賞作。

## 概要
『拳銃と目玉焼』、『ごはん』に続く未来映画社3作目の劇場映画となる自主製作映画。
幕末の会津藩士・高坂新左衛門が長州藩士を襲撃した夜、落雷によって現代の京都の時代劇撮影所にタイムスリップしてしまい、「斬られ役」として生きていくという時代劇コメディ映画。略称は「侍タイ（さむたい）」。
安田監督の脚本に感銘を受けた東映京都撮影所（以下、東映京都）が「自主制作で時代劇をつくるなどと言ったらいつもなら全力で止めるが、これは本（脚本）がおもしろいから、是非やりたい」と応え、全面協力している。東映京都は100年近い歴史を持ち、数々の名作時代劇が生まれた「時代劇の聖地」。通常、撮影所で自主制作映画が撮影されることはないが、監督の「時代劇愛」が共感を呼び、異例の対応に繋がった。その協力は屋外のロケ用セットを貸し出すだけにとどまらず、衣装やメイクなど、さまざまな分野に及んだ。
2024年8月17日に池袋シネマ・ロサにて一般公開。同8月30日より川崎チネチッタにて、カットされていたシーンを含む「デラックス版」公開。同9月4日、ギャガが配給に加わり全国のシネマコンプレックスなど50館以上で公開されることが発表された。同11月29日現在、344の劇場で上映中（もしくは上映を予定）している。なおデラックス版は川崎チネチッタのみの上映となっていたが、2025年4月よりイオンシネマ大日をはじめ全国合計10か所での上映が決定した。
シネマ・ロサでの上映からスタートし、全国展開した点が共通することから、映画ファンからは上田慎一郎監督作品である『カメラを止めるな!』になぞらえ、「カメ止めの再来」とも騒がれている。公開から1か月余りで上映館は全国140館以上に拡大し、自主制作映画としては異例の興行収入2億円超え（2024年10月まで）を記録した。実際、安田淳一監督も「カメ止め」を意識し、観客を巻き込めるような突き抜けたストーリー展開を意識したという。

## ストーリー
幕末、会津藩士・高坂新左衛門は、家老より直々に長州藩士・山形彦九郎を討つ密命を受け、同志・村田左之助とともに京都に赴き、西経寺の前で山形を待ち伏せて襲いかかる。しかし戦いの最中、落雷により現代（設定では2007年頃）の京都にある時代劇撮影所へタイムスリップしてしまう。
撮影所で騒動を起こし、機材に頭をぶつけ倒れた高坂は、撮影助監督の山本優子の世話で入院治療を受ける。しかし、目が覚めた高坂が病院の窓から目にしたのは、変わり果てた日本の街並であった。見知らぬ現代の街へ飛び出した高坂は、街のシャッターに貼ってあるイベントポスターで自分が幕末から140年後の日本に来てしまったと知る。元の時代に戻る術もわからないまま彷徨い続け、かつて山形と対峙した寺にたどり着く。一度は切腹を考えるも、突然の雷雨に過去へ戻せと行き場のない怒りを叫び、そのまま寺の門前で行き倒れた高坂は、西経寺の住職夫妻に助けられる。また寺が時代劇のロケ地としてよく使われている縁から、優子と再会。役作りに熱心な斬られ役だったが頭を打ったせいで記憶喪失になったと勘違いされ、そのまま寺に居候することとなる。
寺での暮らしの中で白米の握り飯をもらい、ショートケーキを食したことで、日本が豊かな国になったことを悟り涙する高坂。ある日、テレビで時代劇を見た高坂はその物語に深く感動。そんな折、寺で時代劇の撮影が行われることになり、キャストの一人が体調不良で倒れたため、高坂は急遽斬られ役のエキストラとして出演する。そこで坂本龍馬によって殺される新選組隊士を演じたことで気持ちの整理をつけ、さらに斬られ役の演技を目の当たりにした高坂は、これこそ現代において自分にできる唯一の仕事と思いたち、斬られ役のプロ集団「剣心会」への入門を希望する。
住職夫妻より仲介を頼まれた優子からは、現在の時代劇の窮状を理由に翻意を促されるが、高坂の真剣な言葉により熱意が伝わり、殺陣師関本の試験を経て剣心会への入門が叶う。当初は実戦での剣術しか知らず、斬られることを前提とした殺陣や竹光の軽さに不慣れだったが、関本の指導と自己研鑽が実り、高坂は斬られ役として順調に活躍の場を広げていき、セリフ付きの役をもらうまでに認められる。さらに髷を切ってざんばら頭になり、高坂自身も徐々に現代に適応していく。
そんな中、10年前に時代劇からの卒業を宣言したスター俳優・風見恭一郎を主演とする新作時代劇映画の制作が発表される。撮影所所長である井上から呼び出された高坂は、風見直々の指名により新作映画の準主役に抜擢されたことを告げられる。謙遜から辞退しようとする高坂に対し、風見は自身の正体を明かす。彼は高坂がタイムスリップ直前に暗殺しようと対峙した長州藩士・山形彦九郎その人であった。今から30年前（1970年代）の京都撮影所にタイムスリップした山形は、高坂同様斬られ役から俳優としての現在の地位を築いていた。本物の侍の姿を二人で残したいと語る風見に、かつての因縁、そして風見が時代劇を捨てたことから出演を固辞していた高坂であったが、関本や優子といった周囲の想いを聞く中で最終的に受諾する。
撮影が進む中で、会津藩士と熊本藩士を演じる高坂と風見は、役柄同様に次第に心を許す仲になる。風見は幕末にいた頃に人を斬ったことを後悔しており、殺陣の中でそれを思い出すことに苦悩して時代劇を離れたと告白。映画の撮影の中でもその記憶に苦しめられていたが、高坂との交流を経て撮影に挑む覚悟を決める。しかし映画撮影の中打ち上げの際、脚本変更の知らせとともに配られた新しい脚本により会津藩の悲惨な末路を知った高坂は、演技に支障をきたしてしまう。会津藩の辿った道と自身のなすべきことを深く思った高坂は、映画最後の殺陣となる高坂と風見の対決シーンで真剣を用いることを監督に提案する。優子と関本は強硬に反対するものの、風見が快諾し、監督の武者小路も乗り気になる。そして高坂と風見が撮影関係者への免責を記した血判状を提出したことでこの案は採用される。
撮影当日、高坂は風見に対し、殺陣ではなく仕合を申し込む。打合せ通りではない立ち回りが始まったと撮影陣は気付くが、止めるなと監督に厳命されたカメラの前で、文字通りの真剣勝負が繰り広げられる。壮絶な対決の果て、高坂は風見を切り捨て、スクリーンでその迫力ある殺陣を見た観客たちは興奮し、西経寺の住職夫妻も高坂が時代劇の新たなスターになったことを喜びながら、ずっと寺にいてくれたら良いと語り合う。映画『最後の武士』は無事完成し、公開されていた。
実際は苦悩しながらも時代劇として本物の侍の立ち会いを映画に残そうと決めていた高坂は風見を斬ることはできず、自分は情けない男だとその場に泣き崩れ、撮影はカットがかかっていた。お互いに自分の信じる道を精一杯生きた、それで良いではないかと声をかけてくる風見に対して、高坂は、いずれ武士や時代劇のことが忘れ去られるとしても、今日がその日ではないと応え、今という時代を精一杯生きることを決意する。
凄みあるシーンが撮れたことに監督やスタッフ一同は喜ぶが、ただ一人、優子は心配が昂じて感情を溢れさせ高坂に平手打ちをくらわし、二度とこのようなことをしないようにと言いつける。高坂は優子に何かを語りかけようとするが、彼女は次の瞬間には完全に気持ちを切り替えて仕事に戻ってしまい、何も伝えられずに終わる。風見は高坂に告白を促すが、高坂は今日がその日ではないと誤魔化し、撮影に戻る。
映画公開後も、京都撮影所には斬られ役として撮影に臨む高坂の姿があった。やがて人気のなくなった屋外オープンセットの小路に、会津藩士・村田がタイムスリップしてきたところで映画は終了する。

## キャスト
- 高坂新左衛門 - 山口馬木也
- 風見恭一郎 - 冨家ノリマサ
- 山本優子 - 沙倉ゆうの
- 殺陣師関本 - 峰蘭太郎
- 山形彦九郎 - 庄野﨑謙
- 住職の妻・節子 - 紅萬子
- 西経寺住職 - 福田善晴
- 撮影所 所長・井上 - 井上肇
- 錦京太郎（心配無用ノ介） - 田村ツトム
- 斬られ役俳優・安藤 - 安藤彰則
- 剣心会メンバー - きらく尚賢、ムラサトシ、神原弘之
- 村田左之助 - 高寺裕司
- テレビ時代劇監督 - 多賀勝一、佐渡山順久
- 武者小路監督 - 吹上タツヒロ
- 照明マン - 泉原豊
- 町娘うめ - Rene
- 俳優・吉岡（坂本龍馬役） - 矢口恭平

## スタッフ
- 監督・脚本・撮影・編集 - 安田淳一
- 特別協力 - 進藤盛延
- 殺陣 - 清家一斗（東映剣会）
- 助監督 - 高垣博也、沙倉ゆうの
- 照明 - 土居欣也、はのひろし、安田淳一
- 照明アシスタント - 泉原豊、岸原柊
- 音声 - 岩瀬航、松野泉、江原三郎
- 床山 - 川田政史（東和美粧）
- 時代劇衣装 - 古賀博隆、片山郁江（東映京都撮影所衣装部）
- 特効 - 前田智広、佃光
- 整音 - 萩原一輔
- 音効 - 森下怜二郎
- 美術協力 - 辻野大、田宮美咲、岡崎真理
- 制作 - 清水正子
- 装身具 - 高津商会

## エピソードなど

### 製作
10名ほどのスタッフで制作しており、安田は車両からチラシ作成・パンフレット製作まで12役以上を1人でこなしている（巷では「安田無双」と呼ばれている）。助監督役の沙倉ゆうのは実際の助監督なども務めており、沙倉の母親も小道具の刀の整備などを手伝っている。また他の演者も度々スタッフとして協力している。
制作費の総額は約2600万円、安田の貯金1500万円と愛車のNSXを売却した金額500万円、文化庁の助成金600万円を充てている。このNSXは前々作『拳銃と目玉焼』の撮影に使用されている。また、助監督の沙倉も製作費の一部を立て替えており、のちに「立て替え」から「出資」に変更した、とインタビューで語っている。
山口が顔合わせで、安田に「この映画のテーマは何ですか？」と訊いた際、安田は「邦画史上、一番『真剣』の重みを感じるようにしたい。観客に『真剣』と錯覚させる画を撮りたい。」と答えたという。
錦京太郎のかつらと衣装は、実際に里見浩太朗が使用していたものを着用。田村は途中からのクランクインだったが、台本の在庫がなく、安田が都度コピーを渡して撮影していた。
作中、一部のシーンが2024年4月に追加で撮影されたシーンに差し替えられており、2023年の映画祭での公開時とは少し違っている（ストーリーなどには影響はない範囲）。安田はXで2024年7月にも追加撮影があったと発言しており、一般公開ギリギリまで撮影・編集が続いていたことが覗える。この件に関して冨家は自身のYouTubeチャンネルで「安田監督の作品はサグラダ・ファミリアだと言われている」と語っている。
本作では方言指導者はいない。山口は「会津弁が出てくる映画などを参考にしつつ、『きっと新左衛門はこういう話し方をするだろう』というイメージで作りこんでいった」と語っている。また高坂の親友村田左之助役の高寺も舞台挨拶で、『たそがれ清兵衛』や『壬生義士伝』などを参考にしたと明かしている。
監督の安田は米農家と油そば屋を兼業しており、2024年9月4日のシネマ・ロサの舞台挨拶は農作業のために欠席している。劇中に出てくる握り飯などの米は安田の米である。
映画のエンディングロールの最初に出てくる福本への献辞について安田は「きっと福本さんがご覧になったら、謙虚な福本さんのことだから『献辞なんかやめときなはれ』とおっしゃられるだろうと思い、英語なら読めないので気づかないだろう（笑）ということで英文にした」と語っている。
作中に出てくる伊丹十三作品のビデオテープは、設定の年代的に「テープがあった方が良い」と、安田が所持していたものを置いた。

### 時代背景・設定
劇中劇「最後の武士」の追加シナリオに「会津藩士の埋葬禁止令」が出てくるが、これは2016年に福島県会津若松市で発見された「戦死屍取仕末金銭入用帳（せんししかばねとりしまつきんせんにゅうようちょう）」により正しい史実ではないことが判明している。「侍タイムスリッパー」の時代設定は2007年頃のため、まだ埋葬禁止令があったものとして扱っている。

### キャスティング
殺陣師・関本の役は当初福本清三を予定していたが、撮影開始前に死去したため、長年斬られ役として東映剣会で福本と共に活躍していた峰蘭太郎に依頼された。峰は脚本を読む前から快諾し、クランクイン前に福本の墓前に「先生の役をやらせていただきます」と報告したという。峰は道場でのシーンにおいて、福本の道着を着用したいと申し出、福本の袴を着用して撮影した（上衣には東映剣会の名が入っているため、袴のみとなった）。2024年9月15日のMOVIX京都での舞台挨拶では、東映剣会の道着で登壇。道着には福本の名が刺繍されていた（上衣右腕には峰の名、左腕に「福本清三」、襟に「東映剣会OB」と入っている）。また作中で撮影所所長の井上が口にする「どこかで誰かが見ていてくれる」という台詞は福本の自叙伝のタイトルであるなど、福本に対するオマージュが多くなされている。
錦京太郎役は当初加藤雅也にオファーしていたが、スケジュールがどうしても合わず、田村ツトムに依頼された。出演は叶わなかったが2024年8月23日のシネマ・ロサでの舞台挨拶では加藤も登壇し、作品への思いを語った。
錦京太郎は仲間思いの愛らしいキャラクターで観客にも人気だが、田村はライターの取材に対し「よくあるエンタメ作品に登場する『ダメでだらしないスター』のようなキャラクターでは、時代劇を愛する本作にふさわしくないと思った」と語っている。
斬られ役俳優・安藤役の安藤は、劇中に出てくる「剣心会」のモデルになっている東映剣会の元会員であり、安藤の父もまた東映剣会の初期メンバーであった。
撮影所所長役の井上は京都弁の台詞を完全マスターするため、監督の安田に全ての台詞を録音してもらい、約3か月の間聴きこんで撮影に臨んだ。
劇中劇「心配無用ノ介 天下御免」で町娘うめを演じるReneは、沙倉ゆうのの姪で映画初出演。

### ロケ地
時代劇シーンで使われた東映太秦映画村のオープンセットは開業50年の節目に伴い2024年から大規模リニューアルとして建て替え工事が始まっている。そのため、劇中に出てくる江戸時代風の建物の多くは既に現存しないか建て替え予定である。
大阪府のイオンシネマ大日は撮影場所のひとつとなっており、上映期間中、劇中と同じように看板が展示されている。
劇中時代劇「最後の武士」の撮影は滋賀県甲賀市の油日神社で行われている。油日神社では記念として心配無用ノ介と村田左之助をあしらった御朱印帳を2025年の3月に発売した。

### 劇場公開・上映
シネマ・ロサでは上映予定の作品の監督や出演者が宣伝のために出入口でチラシを直接配る光景がよく見られるが、安田をはじめ、冨家、山口、沙倉、神原たちも上映開始前にチラシを配って宣伝した。安田はその際、作品名と、自分が監督であることを明確にするため、ゼッケンに名前を書いてチラシ配りを行った。後にシネマ・ロサでは安田と同じようにゼッケンなどをつけてチラシ配りをする監督や出演者が見られるようになった。
シネマ・ロサでの公開初日、舞台挨拶後に近隣の居酒屋で監督、キャスト、スタッフ、来場の観客（希望者30名）とで「決起の集い」と銘打って交流会が開かれた。主演の山口馬木也は挨拶で、当日北海道から駆け付けたファンがいることに因み、北海道札幌市のモエレ沼公園にあるイサム・ノグチのブラック・スライド・マントラを例に挙げ、「イサム・ノグチは『作品の滑り台は子供たちのお尻で、滑ってもらうことによって完成する』と言った。『侍タイムスリッパー』もより多くの皆さんに観ていただいて、この映画を“完成”させてほしい」と語った。
川崎チネチッタでは2024年8月30日の上映開始に先立ち、独自に垂れ幕を作成し会場の吹き抜け部に掲示した。また、館内スペースで「オフショット写真展」を開催。映画を見に来た観客が観賞できるようになっていた。
東映で撮影され、同時期に上映していた時代劇とのつながりから、2024年11月22日、T・ジョイPRINCE品川にて「十一人の賊軍」白石和彌監督と安田とのスペシャルトークイベントが開催された。
シネマ・ロサをはじめ、全国各地の映画館でキャストによる舞台挨拶が頻繁に行われており、2025年3月現在で通算100回を超えている。
2025年の5月には『カメラを止めるな！』を抜き、シネマ・ロサでの連続上映日数第2位となった。
2025年3月13日現在での興行収入は9億5320万円を超えるが、3月16日時点でなおも全国の劇場で上映中であり、さらなる観客動員が予想されている。2025年3月23日には、興行収入10億円を突破した。

### 関連イベント・その他
2024年11月5日、ユーキャン新語・流行語大賞の候補30語が発表され、「侍タイムスリッパー」がノミネートされた。
2024年11月11日（士の日）と2025年2月4日（2と4の読みから「武士乃日」として）に、水道橋博士主催による「侍タイムスリッパー応援イベント」が浅草東洋館で開催されている。

## 映画祭などでの上映
- 2023年10月14日：京都国際映画祭2023 特別招待作品[50]
- 2023年12月2日：京まちなか映画祭（デラックス版）[51]
- 2023年12月4日：川崎市アートセンター アルテリオ映像館 SHIN ENTERTAINMENT主催 特別上映会[52]
- 2024年：カナダ ファンタジア国際映画祭2024 シュバル・ノワール・コンペティション部門[53]
- 2024年8月24日・25日：イギリス Fright Fest[54]
- 2024年9月：マレーシア JAPANESE FILM FESTIVAL[55]
- 2024年9月29日：シンガポール JAPANESE FILM FESTIVAL[56]
- 2024年10月：オーストラリア JAPANESE FILM FESTIVAL[57]
- 2024年10月：ハワイ HAWAI'I INTERNATIONAL FILM FESTIVAL[58]
- 2024年10月：スペイン Sitges Festival（シッチェス・カタルーニャ国際映画祭）[59]パノラマコンペティション
- 2024年10月：プエルトリコ 第18回ルスカ映画祭[60]
- 2024年10月30日：イタリア 第24回トリエステサイエンス&フィクションフェスティバル[61]
- 2024年11月：イギリス 第38回リーズ国際映画祭[62]
- 2024年11月：フィリピン 第12回QCinema国際映画祭[63]
- 2024年11月10日：アメリカ 第6回ニューヨーク州ロチェスター映画祭[64]
- 2024年11月13日：フィンランド ナイトビジョン映画祭[65]
- 2024年11月28日、12月3日：アルゼンチン 第25回ブエノスアイレスロジョサングレ映画祭[66]
- 2024年12月15日：京まちなか映画祭（デラックス版）[67]
- 2025年1月23日：カナダ 日本カナダ文化センター[68]
- 2025年2月、3月：タイ Japanese Film Festival 2025[69]
- 2025年3月：スウェーデン ストックホルム Monsters of Film - Spring Edition 2025[70]
- 2025年4月5日：シカゴ 第19回 Asian Pop-Up Cinema[71]
- 2025年4月11日 - 20日：台湾 台北Golden Horse Fantastic Film Festival[72]
- 2025年4月9日 - 27日：ブラジル 第21回 Fantaspoa Film Festival[73]
- 2025年7月13日：アメリカ JAPAN CUTS 2025[74][75]

## 海外での公開
- 2024年9月 - ：マレーシア GSC CINEMAS
- 2025年5月- ：台湾 光年映畫Light year images[76]

## 受賞歴 他
- 2024年：カナダ ファンタジア国際映画祭 2024 観客賞金賞[77]
- 2024年11月：プエルトリコ 第18回ルスカファンタスティック映画祭（英語版） 最優秀国際映画賞[78][79]
- 2024年11月：第42回ゴールデングロス賞 ゴールデングロス特別賞・ 全興連特別賞[80]
- 2024年12月：第29回 新藤兼人賞 銀賞（安田淳一）[81]
- 2024年12月：第46回ヨコハマ映画祭 2024年日本映画ベストテン 第2位[82]
- 2024年12月：Filmarks Awards 2024 国内映画ミニシアター部門 最優秀賞 [83]
- 2024年12月：第37回日刊スポーツ映画大賞 [84][85][86]
  - 作品賞
  - 監督賞（安田淳一）
  - 主演男優賞（山口馬木也）
- 2024年12月：映キャン!2024[87][88]
  - 最優秀作品賞
  - 観客賞（日本映画作品賞部門）
- 2025年1月：第3回京都映画賞 優秀スタッフ賞（安田淳一）[89]
- 2025年1月：第48回日本アカデミー賞
  - 最優秀作品賞
  - 優秀監督賞（安田淳一）
  - 優秀脚本賞（安田淳一）
  - 優秀主演男優賞（山口馬木也）
  - 優秀撮影賞（安田淳一）
  - 優秀照明賞（土居欣也、はのひろし、安田淳一）
  - 最優秀編集賞（安田淳一）[90]
- 2025年1月：第67回ブルーリボン賞[91]
  - 作品賞
  - 主演男優賞（山口馬木也）
- 2025年2月：おおさかシネマフェスティバル2025[92]
  - 監督賞（安田淳一）
  - 主演男優賞（山口馬木也）
  - ワイルドバンチ賞
  - 日本映画ベストテン第2位
- 2025年2月：2024年度全国映連賞[93]
  - 作品賞
  - 監督賞（安田淳一）
  - 男優賞（山口馬木也）
  - 2024年度ベストテン 日本映画1位
- 2025年2月：第49回エランドール賞 特別賞（制作チーム）[94]
- 2025年2月：第17回東京新聞映画賞[95][96]
- 2025年2月：第44回藤本賞 奨励賞[97]
- 2025年2月：第49回日本カトリック映画賞[98]
- 2025年2月：日本ファッション協会 第22回シネマ夢倶楽部表彰[99][100]
  - 推薦委員特別賞（安田淳一）
  - 推薦委員特別賞（山口馬木也）
- 2025年3月：日本映画ペンクラブ会員選出映画 日本映画部門 2024年ベスト5 第1位[101]
- 2025年3月：第48回日本アカデミー賞[102]
  - 最優秀作品賞
  - 最優秀編集賞（安田淳一）
- 2025年3月：京都市文化芸術きらめき賞（安田淳一）[103]
- 2025年6月：第25回ニッポン・コネクション[104]
  - ニッポン・シネマ賞
- 2025年7月：第56回星雲賞 メディア部門[105]

## 映像ソフト
- 2025年6月4日にBlu-ray、DVDがギャガより発売[106]。

## 関連番組
- 「アナザーストーリーズ 運命の分岐点」「『侍タイムスリッパー』超低予算時代劇はこうして誕生した」NHK BS 2025年3月24日放送[107]
- 「奇跡体験！アンビリバボー　話題の大ヒット作品 誕生のウラに熱き想い」CX　2025年5月14日放送[108]

## テレビ放映
| 回数 | 放送日        | 放送局               | 放送時間      | 放送分数 | 放送枠           | 平均世帯 視聴率 | 備考                                            |
| ---- | ------------- | -------------------- | ------------- | -------- | ---------------- | --------------- | ----------------------------------------------- |
| 1    | 2025年6月14日 | 時代劇専門チャンネル | 19:00 - 21:59 | 179分    |                  |                 | CS初放送 本編上映後にキャストによる座談会を放映 |
| 2    | 2025年7月18日 | 日本テレビ           | 21:00 - 23:29 | 149分    | 金曜ロードショー |                 | 地上波初放送 アイパートナーは高木渉が担当       |

## 舞台
宝塚歌劇団の舞台として2026年に上演されることが2025年7月15日、発表された。月組公演として鳳月杏、天紫珠李らが出演し、小柳奈穂子氏が脚本・演出を手掛ける。東京公演は東京国際フォーラム・ホールＣで2026年1月9 - 20日。大阪公演は箕面市立文化芸能劇場で1月28日 - 2月5日に上演する。

## コミカライズ
『アニメージュ』2025年9月号（8月7日発売）より、映画のコミカライズが連載開始。作画はこりす。もともとSNS上に本映画のファンアートを投稿していたことがきっかけで、監督の安田から直接オファーされたものだという。また、連載開始の前号には安田と作画のこりすの対談が掲載される。